# Eelke de Blouw
Eelke de Blouw (Laren, 10 juni 1981) is een Nederlands cartoonist, scenarist en grafisch ontwerper. 

## Levensloop
De Blouw is opgegroeid in Zutphen. Na zijn studie communicatie in Leeuwarden startte De Blouw met studiegenoot Tjarko Evenboer een vormgevingsbureau in Zutphen. In 2012 is zijn bedrijf verhuisd naar Amersfoort.
De Blouw was een van de initiators en organisatoren van het alternatieve popfestival Peacedog, dat bestond van 2000 tot 2006 (met een eenmalige reünie in 2010).
Sinds 2003 tekent De Blouw samen met Tjarko Evenboer de cartoonreeks Evert Kwok. Het duo plaatst wekelijks een nieuwe cartoon op hun eigen website en publiceert de cartoons daarnaast via Facebook, Twitter en Instagram. Evert Kwok heeft zestien albums op zijn naam, uitgebracht door Uitgeverij Syndikaat, Uitgeverij Van Gennep en Uitgeverij Banaan. De cartoons zijn onder andere gepubliceerd in het Algemeen Dagblad, verschillende lesmethodes Nederlands en diverse magazines.
In 2014 schreef De Blouw zijn eerste verhaal voor de Donald Duck, een scenario van 7 pagina's met de titel 'Talentenjacht'. Dit verhaal verscheen in 2020 in het Donald Duck weekblad.
De Blouw startte in 2021 samen met collega Evenboer een eigen uitgeverij, Uitgeverij Banaan geheten.

## Baudartius college
De Blouw bracht zijn middelbareschooltijd door op het Baudartius College in Zutphen, net als Evenboer en cabaretier Jochem Myjer.

## Studio Vuurdoorn
Het bedrijf Studio Vuurdoorn is vernoemd naar de Vuurdoornstraat in Leeuwarden waar hij en Tjarko Evenboer in hun studietijd een flat deelden.